# Take You Dancing
Take You Dancing is een nummer van de Amerikaanse zanger Jason Derulo uit 2020.
Verwijzend naar de coronapandemie zei Derulo over het nummer: ""In deze tijden hebben we allemaal een nummer nodig dat ons zal opbeuren. Hopelijk kan 'Take You Dancing' een licht zijn in deze moeilijke dagen." Hoewel het nummer in de Amerikaanse Billboard Hot 100 slechts een bescheiden 57e positie behaalde, werd "Take You Dancing" in veel andere landen wel een enorme hit. Het nummer bereikte bijvoorbeeld de 10e positie in de Nederlandse Top 40, en de 8e positie in de Vlaamse Ultratop 50.